# سام كروم
سام كروم (بالإنجليزية: Sam Crome)‏ (و. 1993  م) هو راكب دراجة هوائية أسترالي، ولد في بنديجو.

## سجل الفوز

### سباقات أو مراحل فاز بها
| التاريخ        | السباق                        | المركز                                            |
| -------------- | ----------------------------- | ------------------------------------------------- |
| 26 يناير 2017  | طواف نيوزيلندا الكلاسيكي 2017 | الخامس في التصنيف العام                           |
| 05 نوفمبر 2017 | طواف هاينان 2017              | الفائز في ترتيب التسلق                            |
| 04 فبراير 2018 | طواف هيرالد صن 2018           | السابع في التصنيف العام                           |
| 27 مايو 2018   | طواف اليابان 2018             | الثاني في تصنيف أفضل شاب، السادس في التصنيف العام |
| 14 سبتمبر 2018 | طواف الصين i 2018             | الرابع في التصنيف العام، الثامن في تصنيف النقاط   |
| 13 أبريل 2019  | طواف لانكاوي 2019             | السابع في التصنيف العام                           |
| 26 مايو 2019   | طواف اليابان 2019             | السادس في التصنيف العام                           |
| 08 سبتمبر 2019 | طواف هوكايدو 2019             | المركز الثاني                                     |

## روابط خارجية
- سام كروم على موقع الاتحاد الدولي للدراجات (الإنجليزية)
- سام كروم على موقع أرشيف الدراجات (الإنجليزية)
- سام كروم على موقع إحصائيات الدراجات الإحترافية (الإنجليزية)
- سام كروم على موقع نسبة الدراجات (الإنجليزية)